# Вільна національна течія Лівану
Вільна національна течія — ліберал-консервативно помірно-націоналістична просирійська партія в Лівані. Християнський політичний рух Лівану, створений прихильниками генерала Мішеля Ауна, який в 1984—1989 був командувачем озброєними силами Лівану, а в 1988 був призначений президентом, що йшов у відставку, Аміном Жмайелем главою перехідного військового уряду. Закріпившись в президентському палаці в Східному Бейруті, Аун відмовився визнати Таїфські угоди і сформована на їх основі нова влада Лівану, зажадав виведення сирійських військ з країни і оголосив про початок «визвольної війни» проти Сирії. Проте в жовтні 1990 він вимушений був капітулювати під натиском сирійських військ і вирушив в еміграцію. Його прихильники продовжували діяти нелегально, закликаючи до «відновлення національної незалежності» Лівану. Партія була знову дозволена у 2005 та отримала на виборах 2005 року 14 місць в парламенті. (21 у Аунівського альянсу, до якого вони входять).